# Плутон (Румунія)
Плутон (рум. Pluton) — село у повіті Нямц в Румунії. Входить до складу комуни Піпіріг.
Село розташоване на відстані 307 км на північ від Бухареста, 40 км на північний захід від П'ятра-Нямца, 119 км на захід від Ясс.

## Населення
За даними перепису населення 2002 року у селі проживали 1043 особи, з них 1042 особи (99,9%) румунів. Рідною мовою 1042 особи (99,9%) назвали румунську.

## Галерея

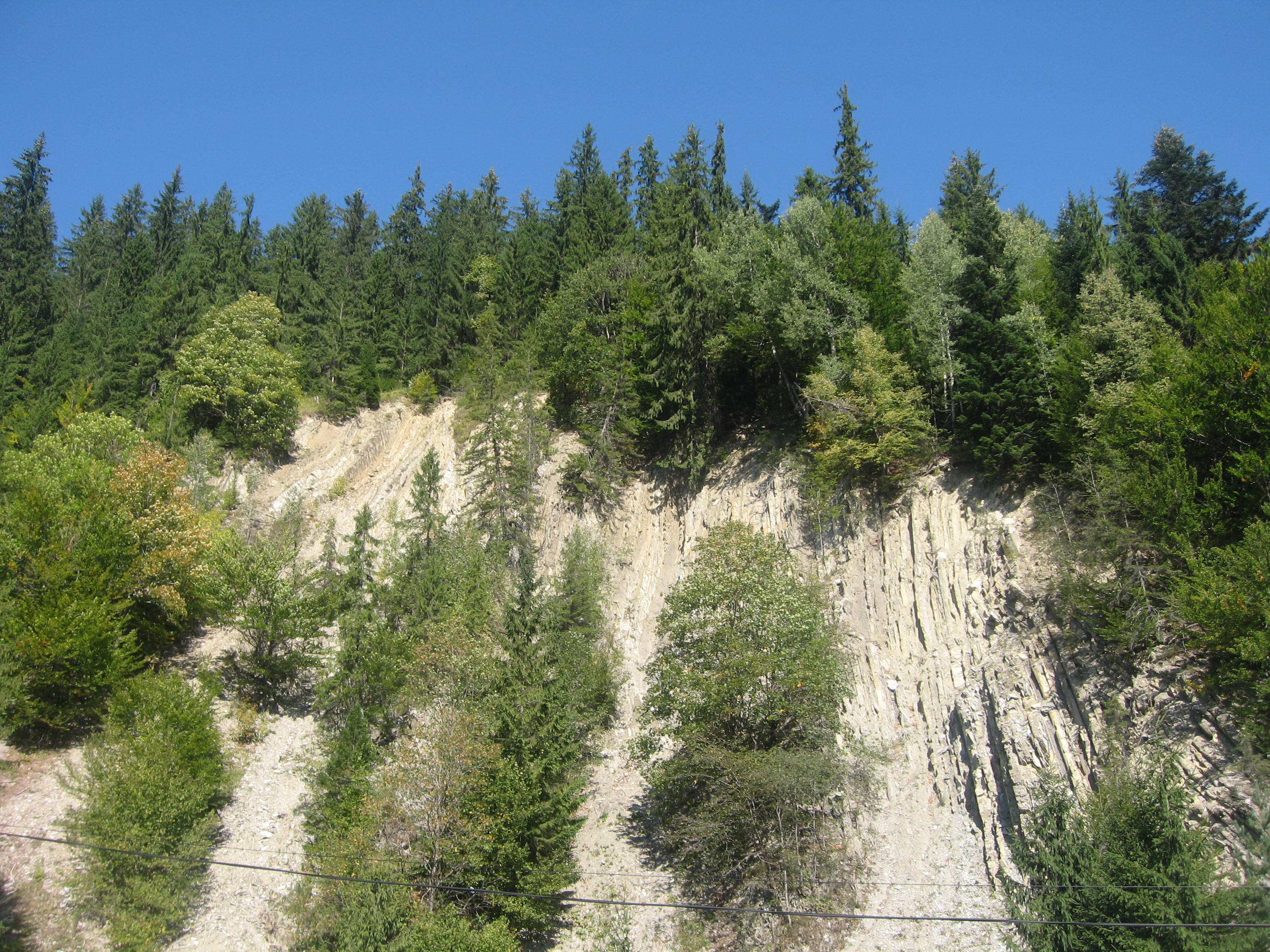
Гора Урсоайка на трасі DN15 між Плутоном і Долхешті
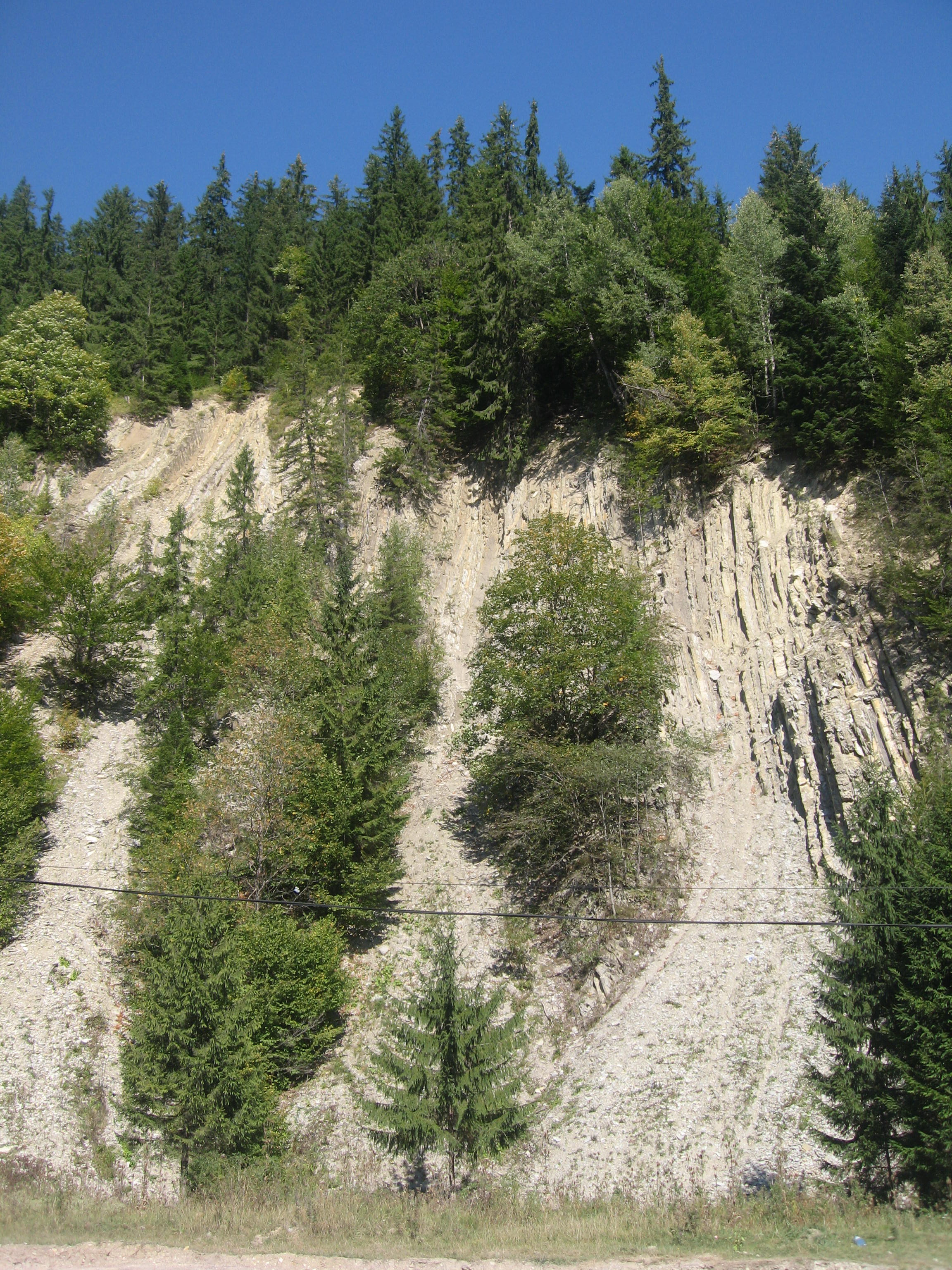
Гора Урсоайка на трасі DN15 між Плутоном і Долхешті